# 小花蝇子草
小花蝇子草（学名：Silene borysthenica）是石竹科蝇子草属的植物。分布在亚洲、欧洲以及中国大陆的新疆等地，多生长于河漫滩及草地，目前尚未由人工引种栽培。

## 异名
- Silene parviflora (Ehrh.) Pers.